# Hedeskoga

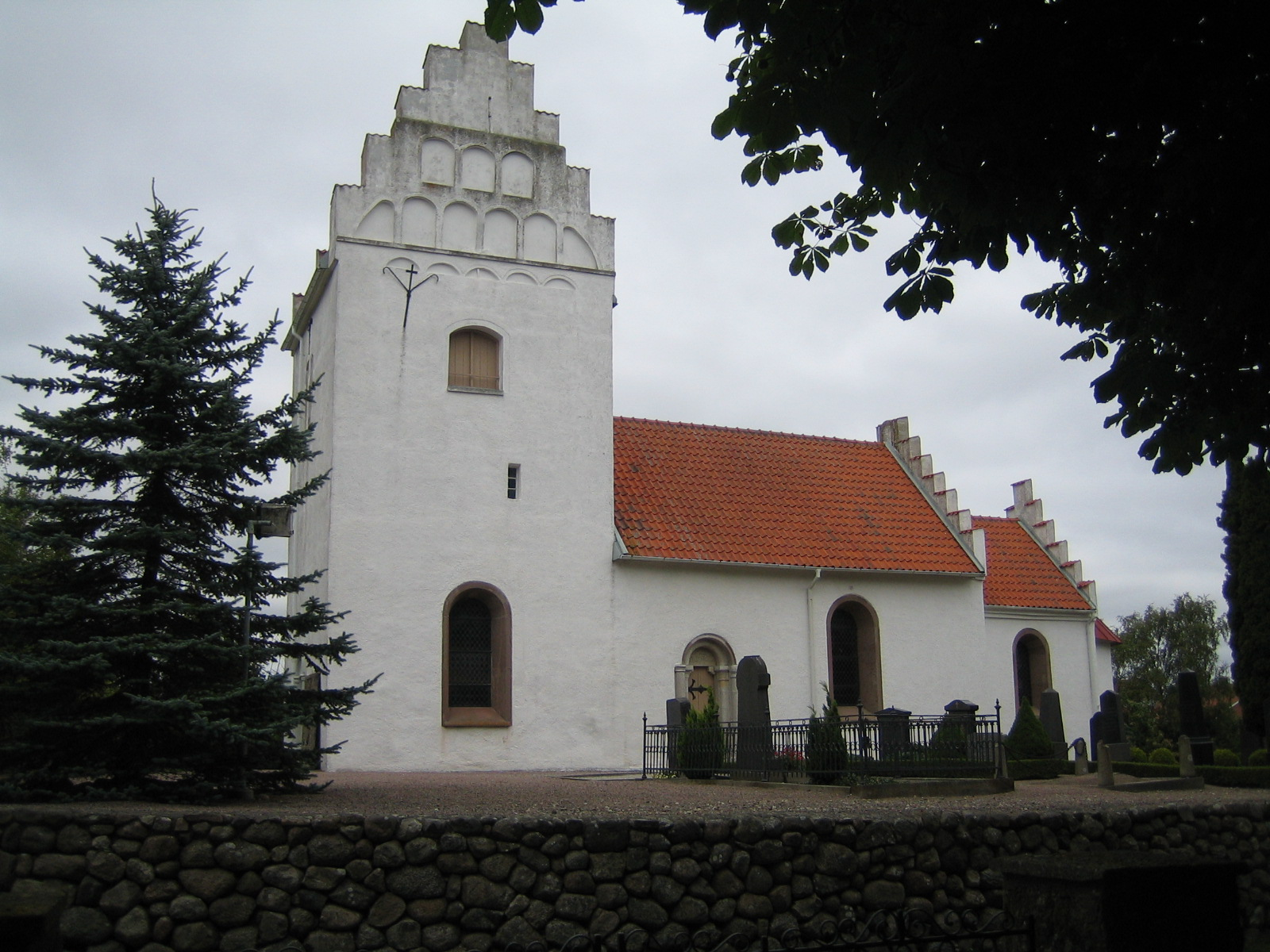
Kirche von Hedeskoga

Hedeskoga ist ein Dorf (tätort) in der Gemeinde Ystad in Schonen (Schweden). Im Jahr 2015 lebten im Ort 273 Menschen.